# Ford Sierra
Ford Sierra (fɔrt siˑˈeːra) — среднеразмерный автомобиль компании Ford, выпускавшийся с 1982 по 1994 годы. В конкурсе Европейский автомобиль года 1983 модельного года Sierra заняла 2-е место, уступив совсем немного Audi 100 C3. Всего было выпущено более 2 700 000 автомобилей. В начале 1993 года выпуск Sierra завершился: модель была заменена моделью Mondeo.

## История развития
В 1978 году европейским подразделением Ford были начаты работы над новой моделью среднего класса, которая должна была стать преемником Ford Cortina. Над опытным образцом работала группа дизайнеров и инженеров во главе с Уве Банзеном и при активном участии Патрика Ле Квемана. Опытный образец, получивший название «Project Toni», отличался от машин 1970-х годов прогрессивным аэродинамическим дизайном. Примечательно также и то, что опытный образец был построен в кузове хетчбэк.
К 1981 году были завершены работы над предсерийным автомобилем. Ford Probe III был показан публике на Франкфуртском автосалоне. Четырёхдверный хетчбэк имел очень обтекаемый кузов, его аэродинамический показатель Cx=0,37 — очень высокий результат на начало 1980-х годов. Уже тогда стало ясно: новая стилистика машины опередила своё время. Однако многим тогда форма нового автомобиля показалась весьма неправдоподобной и сложной для восприятия. Такого же мнения какое-то время придерживалось и руководство Ford, которое считало, что чересчур инновационная и обтекаемая форма кузова оттолкнёт покупателей.
В конце 1982 года Ford Sierra —  именно так было решено назвать новую модель —  начал сходить с конвейера завода в Кёльне, а уже 17 декабря 1982 года начались продажи у официальных дилеров. Sierra предлагалась с пятидверными кузовами хетчбэк и комби.
Несмотря на футуристический внешний вид, Sierra имела классическую заднеприводную компоновку. Спереди использовалась независимая подвеска MacPherson с телескопическими амортизаторами. Задняя подвеска также независимая, на рычагах с винтовыми пружинами.
Машина имела двухконтурную тормозную систему, работавшую с вакуумным сервоусилителем. Спереди стояли дисковые тормоза, а сзади – барабаны с полноценным устройством автоматического регулирования.
Гамма двигателей состояла из четырёхцилиндровых двигателей Pinto и Cologne V6. Эти простые в обслуживании и ремонте двигатели зарекомендовали себя как очень надёжные и выносливые. Изначально они состояли из:
- 1,3; 1,6 и 2,0 Pinto: двигатель отличался электронным зажиганием и новыми литыми выпускными коллекторами, а также оснащались карбюратором Motorcraft VV.
- 2,0; 2,3 и 2,8 Cologne V6: двигатели отличались новой системой электронного впрыска топлива, в том числе их устанавливали на спортивную версию XR4i[5].

Ford Sierra имел следующие комплектации:
- Base — базовая комплектация, которая почти не имела никаких дополнений, за исключением обогрева заднего стекла, печки и системы вентиляции.
- L — имела тканевые вставки в дверные карты, радиоприёмник, кварцевые часы и решётку радиатора в цвет кузова. Как правило, оснащалась двухлитровым двигателем и механической коробкой передач.
- GL —  комплектация, основанная на L. Мог стоять атмосферный мотор объёмом 1,8 литра и мощностью 90 л. с. либо 2,0 литровый Pinto. Коробка передач могла ставится по выбору: МКПП или АКПП.
- Ghia — премиальная и комфортабельная комплектация. Как правило, оснащалась фарами дальнего света с поворотниками в бампере, люком на крыше, кондиционером, электростеклоподъёмниками, кассетной магнитолой с функцией автопоиска радиостанций, борткомпьютером с 12 функциями, шторкой на заднем стекле, дорогой отделкой салона.
- Laser — улучшенная комплектация, имевшая центральный замок, инерционные ремни безопасности, подсветку в багажнике, молдинги с хромированной вставкой, зеркала заднего вида в цвет кузова с электрорегулировкой, галогеновые фары. Существовали варианты исполнения с бензиновыми двигателями 1,6; 1,8; 2,0 с заводским электронным зажиганием, а также с дизелем[6].

Благодаря большому выбору предлагаемых комплектаций, типов кузова, моторов, наличию различных опций и невысокой цене, Sierra быстро стала популярной. Так, в ФРГ Sierra пользовалась спросом с самого начала производства.
В сентябре 1983 года появляется трёхдверный лифтбек Sierra, примерно в то же время появляется версия универсал.

### Полноприводные Sierra
В 1985 году на Женевском автосалоне был анонсирован полноприводный Sierra XR 4x4, базировавшийся на модификации XR4i. У Sierra XR система полного привода была как у полноценного внедорожника: раздаточная коробка с цепной передачей и планетарным дифференциалом с блокировкой вискомуфтой, с помощью которой задний мост имел собственную блокировку. Изначально Sierra XR выпускалась только в кузове трёхдверный лифтбек, который на XR4 отличался дополнительным стеклом на задней стойке, имел уникальный задний спойлер и легкосплавные диски. В дальнейшем появилась полноприводная пятидверная версия.
Полноприводный универсал появился только в апреле 1986 года, но под названием Ghia, а не XR 4x4. Подвеска универсала была такой же как у XR 4x4, только сзади отсутствовал стабилизатор поперечной устойчивости, и стандартной была самовыравнивающаяся подвеска (self levelling rear suspension). Существовали версии с автоматической коробкой передач. Полный привод обеспечивал универсалу безопасность на скользких дорогах и в гололёд, сохраняя при этом заднеприводное поведение автомобиля.

### Ford Sierra Cosworth
Идея сделать «заряженную» спортивную версию на базе Sierra XR4i появилась в фордовском конструкторском подразделении SVE (Special Vehicle Engineering). В 1983 году руководство Ford захотело сделать из Sierra машину для автоспорта, так как по правилам Международной автомобильной федерации гоночный автомобиль должен был основываться на уже имеющейся серийной машине (омологации). 
Разработкой мощного двигателя занималась компания Cosworth. К 1984 году был построен новый двигатель YBD, который основывался на уже знакомом двигателе Pinto. Блок цилиндров был облегчён и усилен. Добиться высоких оборотов и увеличить мощность помогла турбина Garrett T3 с интеркулером.
В декабре 1985 года состоялся показ нового Ford Sierra RS Cosworth. Рядный инжекторный 16-клапанный двигатель YBD развивал скорость 244 км/ч (204 л. с.) и разгоном до 100 км\ч за 6,1 секунды. В паре с новым двигателем стояла 5-ступ. МКПП от BorgWarner.
На крышке багажника была большая конструкция из антикрыла (спойлера). Салон отличался гоночными сидениями Recaro, спортивным рулём и спидометром со шкалой до 260 км/ч.
Производство Sierra RS было начато в июле 1986 года на мощностях завода Ford в Генке (Бельгия). Кузов RS окрашивался в чёрный и белый цвет, а также в особый голубой (Moonstone Blue). Было выпущено около 5.000 экземпляров Sierra RS, что и требовалось для участия в заездах группы А.
Ford Sierra Cosworth вскоре стал доступен и с полным приводом. Отличительной чертой полноприводной версии было неравномерное распределение крутящего момента: 34% приходилось на переднюю ось и 66% — на заднюю ось.
Машина была переработана фирмой Tickford Engineering Company и отличалась форсированным до 224 л.с. двигателем и усовершенствованными тормозами, объёмным передним бампером с большим воздухозаборником. Эта версия называлась Ford Sierra Cosworth RS500 и была собрана тиражом 500 экземпляров.

## Модернизация

### Рестайлинг 1987 года
В феврале 1987 года был выпущен рестайлинговый Sierra. Сильные изменения затронули переднюю часть автомобиля: поворотники, расположенные раньше в бамперах, теперь находились на передних крыльях рядом с фарами. Сами фары стали более вытянутыми, а капот был вытянут вплоть до бампера. У рестайлинговой Sierra всё так же не было радиаторной решётки, хотя для внутренних рынков Англии, Ирландии и ЮАР ставилась небольшая чёрная решётка между фарами. 

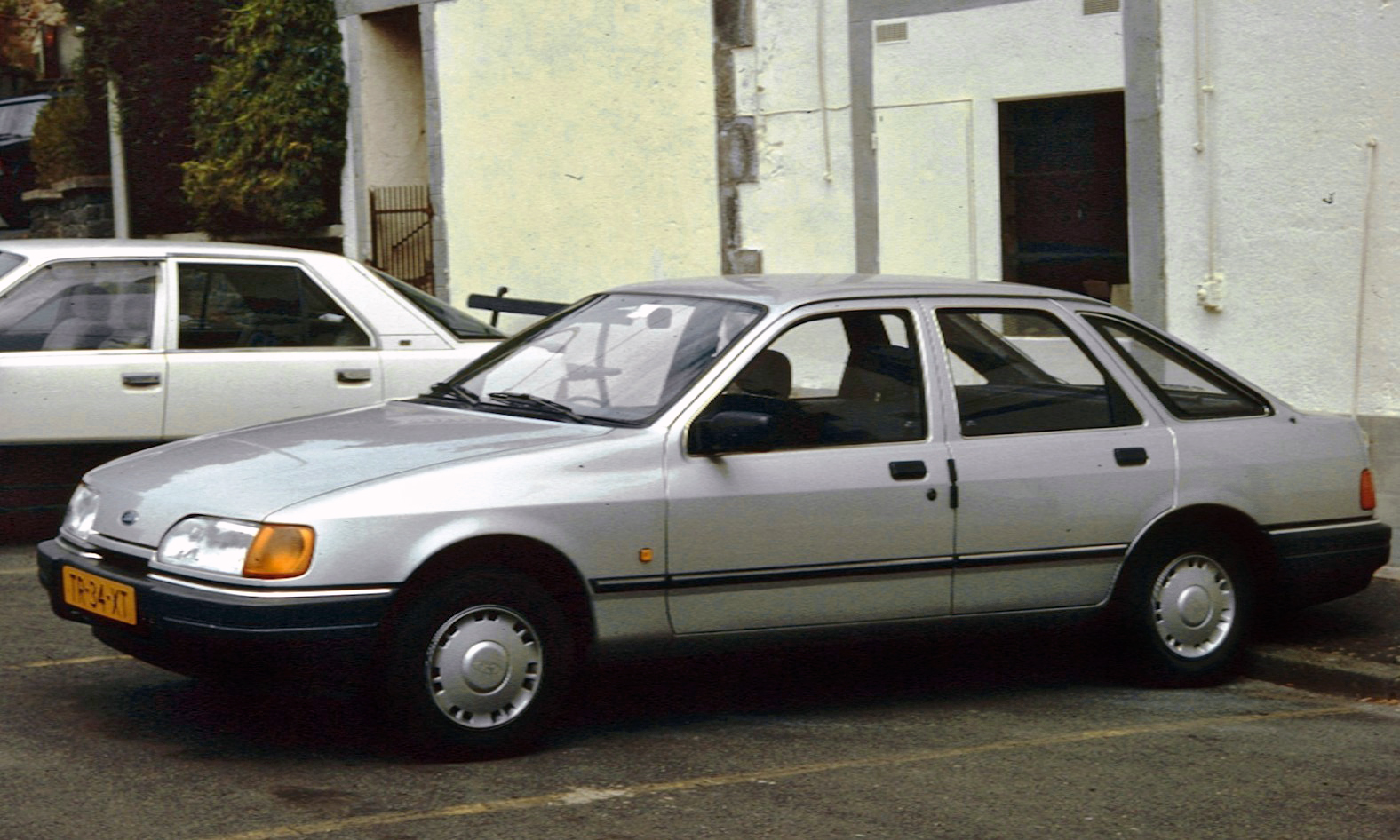
Sierra после рестайлинга 1987г.

Боковые окна были сделаны немного больше, с углами, сделанными острее для увеличения обзора изнутри. Задние стоп-сигналы были заменены более узкими. Оформление задней части кузова Sierra никогда не менялась за всё время производства. 

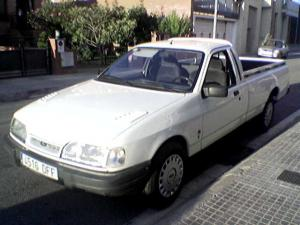
Ford Sierra P100

Дорестайлинговые Sierra имели ряд серьёзных проблем, таких как недостаточную поперечную жёсткость кузова со стороны передних стоек. От частой эксплуатации по плохим дорогам бывали случаи, когда кузов деформировался в районе лобового стекла. В ходе рестайлинга были усилены лонжероны и передняя часть кузова. К тому же у Sierra первых выпусков во время дождя вода попадала в салон из-за негерметичности резиновых уплотнителей стёкол и дверей.
В список опций после рестайлинга добавились новый кондиционер, ABS, лобовое стекло с подогревом, фароочистители с омывателями и фаркоп. Вместо серого цвета (Nimbus Grey) автомобиль стал окрашиваться в Mercury Grey и Moonstone Blue (c 1988 Crystal Blue).
Для рестайлинга 1987 года примечательно и то, что в модельный ряд был добавлен четырёхдверный седан. Вместо отсутствующего Sierra в кузове седан, с 1983 года выпускался Ford Orion, который заменил собой снятый с производства седан Ford Cortina. В Великобритании седан продавался под названием Sierra Sapphire. 

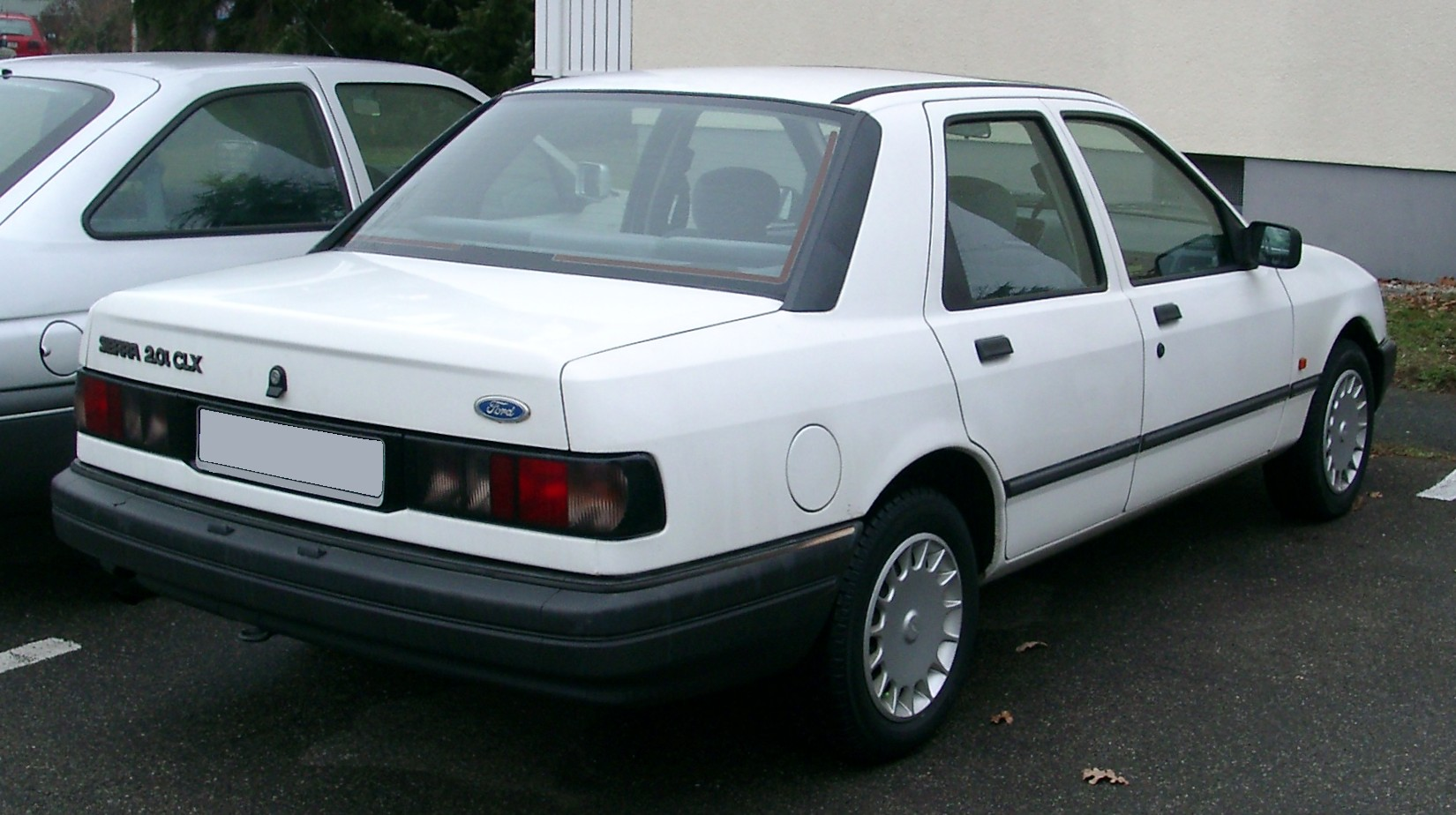
седан Sierra

С июня 1987 года седаны и хетчбэки в исполнении Ghia производились исключительно с инжектором и двухлитровым двигателем. В июне 1988 года появилась новая серия двигателей 1.8 90bhp CVH, их особенность — возможность работы на низкооктановом бензине без проведения регулировок. Этот мотор устанавливался почти на все модели.
До рестайлинга 1987 года Sierra легко конкурировала с Talbot Alpine, Peugeot 505 и Citroën BX, значительно превосходя их в плане дизайна и технической оснастки. Однако к 1987 году многие производители уже подхватили идею округлого дизайна, постепенно отказываясь от прямоугольных и угловатых форм прошлых лет. Хотя дизайн Sierra к тому моменту ещё не устарел, у машины появились серьёзные соперники: Opel Vectra A, Peugeot 405, Renault 21 и Nissan Bluebird (U12).
В 1988 году на базе пассажирской Sierra появился бортовой пикап Р-100, производство которого было развёрнуто в Азамбуже (Португалия).
В январе 1989 года двигатель 2.8 сменил старый 2.9, который работал с новой МКПП MT-75. Снова изменился и список опций. В апреле 1989 покупателям была предложена модификация 2.9i GLS 4x4, представлявшая собой удешевленный за счет снижения уровня оснащения вариант XR4x4.

### Рестайлинг 1990 года
Незначительные перемены внешнего виды произошли в 1990 году, когда оранжевые плафоны поворотников заменили на прозрачные, новый корпус задних стоп-сигналов, появилась торпеда с более плавными линиями и новое рулевое колесо, бампера стали окрашиваться в цвет кузова, а также новые 15-дюймовые диски и задними дисковыми тормозами. Инжекторные двигатели стали доступны даже в базовой комплектации.
В 1991 году 1,6-литровый двигатель Pinto был заменён новым двигателем CVH аналогичной мощности, тем самым завершив сборку двигателей Pinto, просуществовавших на конвейере Ford 21 год. В 1992 году были произведены последние конвейерные изменения в истории Sierra: округлая торпеда и новая панель приборов, новые дверные карты и цвета, которые стилистически схожи с моделями Escort и Orion.

## Двигатель
За всё время производства на Ford Sierra устанавливалась весьма широкая гамма двигателей:
- бензиновый V-образный 6-цилиндровый (карбюратор или инжектор) 2,8 л;
- бензиновый V-образный 6-цилиндровый (карбюраторный и мех.впрыск) 2,3 л до 85 г.;
- бензиновый V-образный 6-цилиндровый (карбюраторный) 2,0 л до 85г;
- бензиновый рядный 4-цилиндровый с одним распредвалом (OHC) 1,3 л (до 1985 г), 1,6 и 1,8 л карбюраторные и 2,0 л карбюраторный и инжекторный (устанавливались на ранние модели Mk1 и Mk2 до 1990 г.) (1.8 с 10.84-05.88 г);
- бензиновый рядный 4-цилиндровый с двумя распредвалами, но с 8 клапанами (DOHC) 2,0 л, карбюраторный и с системой впрыска топлива (устанавливался с 89 г.);
- бензиновый V-образный 6-цилиндровый 2,8 л с механическим впрыском (ранние модели до 89-го г., трансмиссия 4х4 и спортивная версия XR4i);
- бензиновый V-образный 6-цилиндровый 2,9 л с инжекторным впрыском (поздние версии, трансмиссия 4х4);
- бензиновый рядный инжекторный 4-цилиндровый с турбонаддувом 2.0 (Cosworth) с трансмиссией 4х4 (ранние модели Mk1 в заднеприводной версии); 204 и 220 л. с.
- дизельный 4-цилиндровый 2,3 л фирмы Peugeot (ранние модели Mk1, Mk2 до 90-го г.);
- турбодизельный 4-цилиндровый 1,8 л (начиная с 1990 г. );
- бензиновый рядный 4-цилиндровый с одним распредвалом, c гидрокомпенсаторами (CVH) 1,6  (от "Эскорта") и 1,8 л с моновпрыском(10.91-12.92 ) и карбюратором (07.88-12.89).

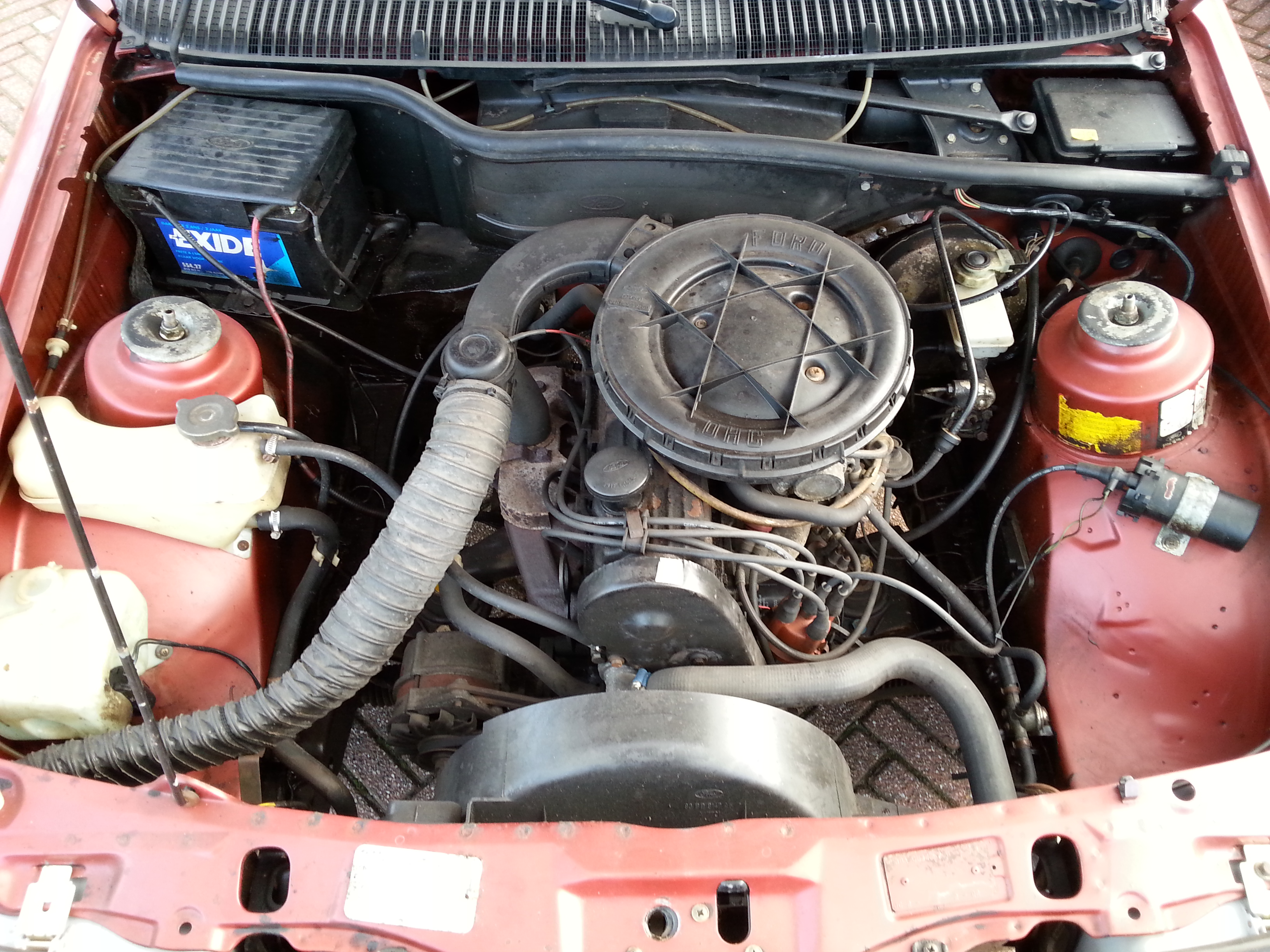
Карбюраторный Pinto OHC 1,3; 1,6; 1,8; 2,0
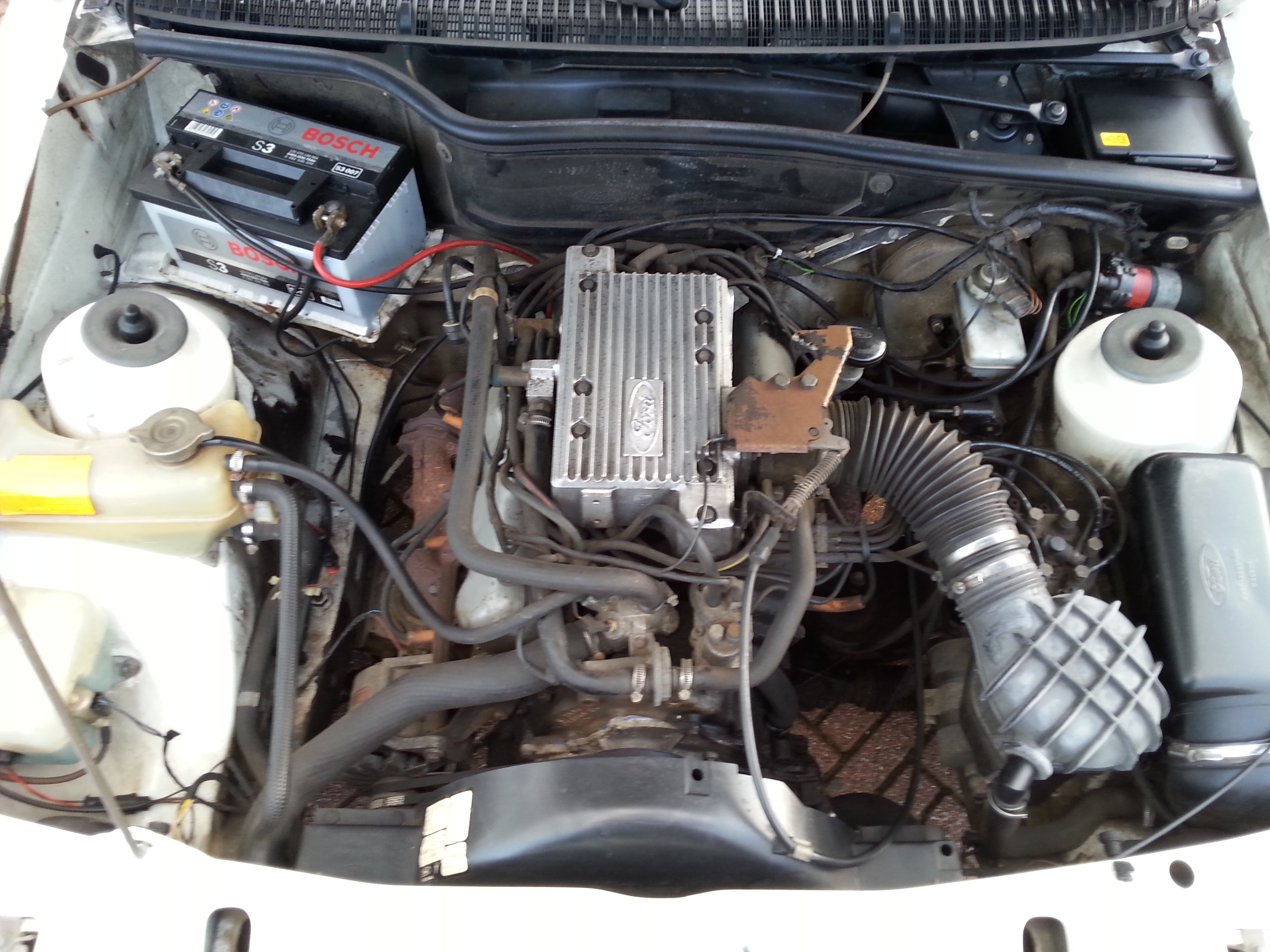
Cologne V6 2.8 MFI
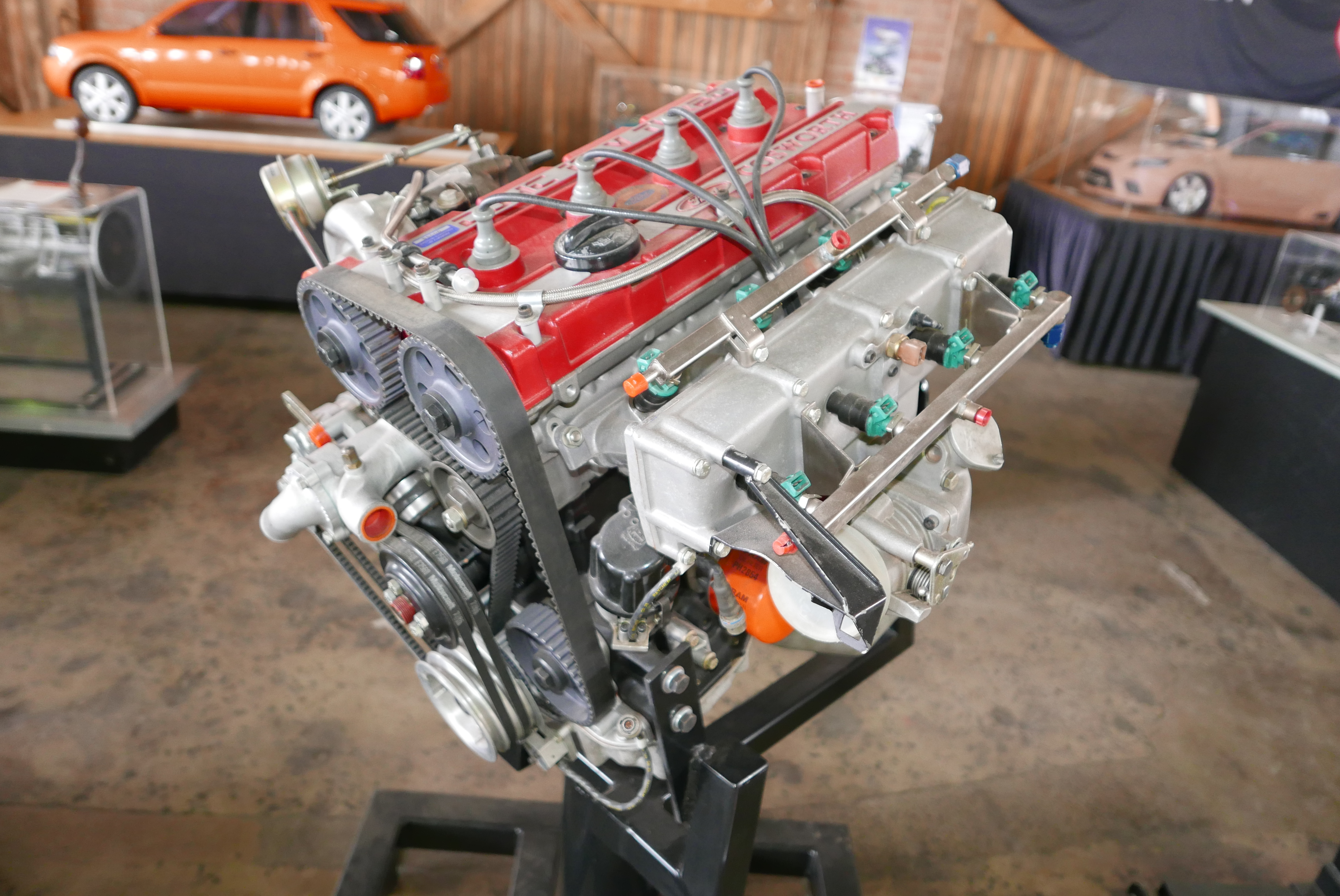
Двигатель Ford Cosworth YBD

Также существовал ряд моторов, устанавливавшихся на автомобили Sierra, выпущенных для других стран (XR6-3.0 и XR8-5.0),
а на американскую версию Merkur XR-4Ti устанавливался бензиновый 4-цилиндровый рядный инжекторный двигатель 2.3 (Lima) с турбонаддувом (175 л. с.).

## Стоимость
| Модель                                    | Год  | Цена         |
| ----------------------------------------- | ---- | ------------ |
| Ford Sierra 5 дверей 1.6                  | 1982 | от 16.600 DM |
| Ford Sierra L 5 дверей 1.6                | 1982 | от 17.640 DM |
| Ford Sierra Ghia 5 дверей 2.3             | 1982 | от 23.510 DM |
| Ford Sierra Turnier 1.6                   | 1982 | от 17.465 DM |
| Ford Sierra XR4i 3 двери 2.8 i            | 1983 | от 28.350 DM |
| Ford Sierra 3 двери 1.6                   | 1985 | от 17.530 DM |
| Ford Sierra 5 дверей 1.6                  | 1985 | от 18.800 DM |
| Ford Sierra L 5 дверей 1.6                | 1985 | от 19.800 DM |
| Ford Sierra Ghia 5 дверей 2.3             | 1985 | от 26.600 DM |
| Ford Sierra Turnier 1.6                   | 1985 | от 19.765 DM |
| Ford Sierra XR4i 3 двери 2.8 i            | 1985 | от 32.645 DM |
| Ford Sierra XR4x4 3 двери 2.8i            | 1986 | от 38.800 DM |
| Ford Sierra LX 3 двери 1.6                | 1988 | от 22.140 DM |
| Ford Sierra LX 5 дверей 1.6               | 1988 | от 22.140 DM |
| Ford Sierra LX Limousine 4türig 1.6       | 1988 | от 23.540 DM |
| Ford Sierra S 5 дверей 2.0 i              | 1988 | от 28.800 DM |
| Ford Sierra Ghia 5 дверей 2.0             | 1988 | от 31.370 DM |
| Ford Sierra XR4x4 5 дверей 2.9            | 1988 | от 41.130 DM |
| Ford Sierra CLX 5 дверей 1.6              | 1992 | от 24.510 DM |
| Ford Sierra CLX Turnier 1.6               | 1992 | от 26.200 DM |
| Ford Sierra CLX 5 дверей 1.8 Turbo-Diesel | 1992 | от 29.440 DM |
| Ford Sierra CLX Turnier 1.8 Turbo-Diesel  | 1992 | от 28.960 DM |
| Ford Sierra Ghia 5 дверей 2.9             | 1992 | от 39.610 DM |
| Ford Sierra CLX 5 дверей 2.0 4x4          | 1992 | от 33.780 DM |
| Ford Sierra Cosworth 4x4 2.0              | 1992 | от 70.700 DM |
| Ford Sierra CLX 5 дверей 2.0              | 1993 | от 29.310 DM |
| Ford Sierra CLX Sedan 1.6                 | 1993 | от 26.450 DM |
| Ford Sierra CLX Sedan 1.8 Turbo-Diesel    | 1993 | от 28.860 DM |
| Ford Sierra CLX Sedan 1.8                 | 1993 | от 26.450 DM |
| Ford Sierra Ghia Sedan 2.9                | 1993 | от 42.380 DM |

## Продажи
| Рынок          | 1982   | 1983    | 1984    | 1985    | 1986    | 1987    | 1988    | 1989    | 1990    | 1991   | 1992   | 1993   |
| -------------- | ------ | ------- | ------- | ------- | ------- | ------- | ------- | ------- | ------- | ------ | ------ | ------ |
| Германия       | 17 387 | 97 478  | 88 713  | 76 441  | 78 608  | 86 706  | 80 660  | 75 519  | 70 996  | 80 795 | 56 412 | 9 896  |
| Великобритания | 13 213 | 159 119 | 113 071 | 101 642 | 113 861 | 139 878 | 162 684 | 175 911 | 128 705 | 93 650 | 77 253 | 20 737 |
| Франция        | н/д    | н/д     | 29 016  | 30 281  | 29 594  | 33 693  | 34 292  | 29 847  | 26 479  | 16 127 | 15 159 | 3 121  |
| Нидерланды     | 2 235  | 12 109  | 13 402  | 16 542  | 16 147  | 17 366  | 15 117  | 15 572  | 15 727  | 13 058 | 10 490 | 3 312  |
| Швеция         | н/д    | н/д     | 6 738   | 9 872   | н/д     | 12 942  | 13 798  | 11 021  | 7 900   | 5 163  | 4 362  | 2 356  |
| Швейцария      | 58 938 | 58 938  | 58 938  | 58 938  | 58 938  | 58 938  | 58 938  | 58 938  | н/д     | н/д    | н/д    | 2 903  |
| Испания        | н/д    | н/д     | н/д     | 6 826   | н/д     | н/д     | н/д     | 18 466  | н/д     | н/д    | н/д    | 2 903  |